# Toba Tek Singh
Toba Tek Singh är huvudort för ett distrikt med samma namn i den pakistanska provinsen Punjab. Folkmängden uppgick till cirka 90 000 invånare vid folkräkningen 2017.